# Virginia Vassilevska Williams
Virginia Vassilevska Williams, née Virginia Panayotova Vassilevska, est une informaticienne théoricienne et mathématicienne, spécialiste en théorie des algorithmes et  théorie de la complexité informatique. Elle est, depuis juillet 2022, professeure titulaire en informatique au Massachusetts Institute of Technology.

## Formation et carrière
Virginia Williams est originaire de Bulgarie et a fréquenté un lycée allemand à Sofia. Elle est diplômée du California Institute of Technology en 2003 et a complété son Ph. D. à l'Université Carnegie-Mellon en 2008. Sa thèse, intitulée Efficient Algorithms for Path Problems in Weighted Graphs, a été dirigée par Guy Blelloch.
Après des recherches postdoctorales à l'Institute for Advanced Study et à l'Université de Californie à Berkeley, Virginia Williams est devenu professeur assistant en informatique à l'Université Stanford en 2013. Elle a rejoint le MIT en tant que professeur associé en 2017.

## Recherche
Virginia Williams a obtenu des résultats remarquables pour la complexité de la multiplication de matrices ; elle travaille sur les algorithmes dynamiques et elle a contribué au développement du domaine de la complexité à grain fin.
En 2011, Virginia Williams décrit un algorithme permettant de multiplier deux matrices {\displaystyle n\times n} en  temps {\displaystyle O(n^{2,373})}. L'exposant {\displaystyle 2,373} améliore l'exposant Échec de l’analyse (SVG (MathML peut être activé via une extension du navigateur) : réponse non valide(« Math extension cannot connect to Restbase. ») du serveur « http://localhost:6011/fr.wikipedia.org/v1/ » :): {\displaystyle 2,3755}
 d'un précédent algorithme de multiplication matricielle, l'algorithme Coppersmith-Winograd, qui alors était le meilleur algorithme connu depuis 24 ans. Son amélioration initiale est indépendante de celle d'Andrew Stothers, qui avait également amélioré la borne de Coppersmith-Winograd un an plus tôt en donnant l'exposant {\displaystyle 2,3737} ; après avoir appris le travail de Stothers, elle a combiné les idées des deux méthodes pour améliorer également sa propre  borne,. En 2020, elle donne avec Josh Alman l'algorithme de multiplication matricielle le plus rapide connu jusqu'en 2022, en temps {\displaystyle O(n^{2,3728596})}.
En 2025, elle présente, avec  Josh Alman, Ran Duan, Yinzhan Xu, Zixuan Xu et Renfei Zhou, un nouvel algorithme dont l'exposant est majoré par {\displaystyle 2,371339}.

## Distinctions
Virginia Williams est  NSF Computing Innovation Fellow de 2009 à 2011 et obtient une bourse de recherche Sloan en 2017. Elle est conférencière invitée au Congrès international des mathématiciens de 2018 à Rio de Janeiro, dans la section sur les aspects mathématiques de l'informatique.

## Note
Virginia Williams est la fille des mathématiciens appliqués Panayot Vassilevski et Tanya Kostova-Vassilevska. Elle est mariée avec Ryan Williams, également professeur d'informatique au MIT ; ils travaillent aussi ensemble dans le domaine de la complexité fine.